# Jaime Huélamo
Jaime Huélamo Huélamo, né le 17 novembre 1948 à La Melgosa et mort le 31 janvier 2014 à Cuenca, est un coureur cycliste espagnol. Professionnel de 1973 à 1975, il a été disqualifié de la course en ligne des Jeux olympiques de 1972, dont il avait pris la troisième place, en raison d'un contrôle antidopage positif à la coramine.

## Palmarès

### Palmarès amateur
- 1971
  - Trofeu Joan Escolà
  - 10e étape du Tour de l'Avenir
- 1972
  - 2e du Tour de Navarre
  - 2e du Ruban granitier breton

### Palmarès professionnel
- 1973
  - 3e du Tour de Ségovie
- 1974
  - 7e étape du Tour d'Andalousie
  - 5e étape du Tour de Catalogne
  - Prologue du Critérium du Dauphiné libéré (contre-la-montre par équipes)
  - 3e du Tour de Ségovie
  - 10e de Milan-San Remo
- 1975
  - GP Ferias
  - 3e du championnat d'Espagne sur route

## Résultats sur les grands tours

### Tour d'Espagne
1 participation
- 1973 : 59e